# 歪莫
歪莫（景颇语: Waimaw），缅甸克钦邦城镇。位于密支那东南方向。截至2014年，该镇人口为21,969人。除克钦族外，该镇也是阿昌族的聚居地。